# Шалений патруль 2
«Шалений патруль 2» (англ. Ride Along 2, дослівно «Спільна поїздка 2») — американський комедійний бойовик режисера Тіма Сторі, що вийшов 2016 року. Стрічка є продовженням фільму «Шалений патруль» (2014). У головних ролях Ice Cube, Кевін Гарт.
Вперше фільм продемонстрували 6 січня 2016 року у США. В Україні у широкому кінопрокаті показ фільму має розпочатися 24 березня 2016 року.

## Сюжет
Бен Барбер після закінчення поліцейської академії стає офіцером поліції, проте залишається таким же незграбним. Він намагається бути крутим поліцейським, бо від цього залежить чи одружиться він на Анджелі, сестрі Джеймс Пейтон, детектива поліції. Тепер вони отримують нове завдання. Вони їдуть у Маямі, щоб зловити місцевого наркодилера.

## Творці фільму

### У ролях
| Актор           | Роль                                          |
| --------------- | --------------------------------------------- |
| Ice Cube        | Джеймс Пейтон, детектив поліції               |
| Кевін Гарт      | Бен Барбер, хлопець Анджели, офіцер поліції   |
| Кен Джонг       | Ей-Джей, хакер Антоніо                        |
| Бенджамін Бретт | Антоніо Поуп, кримінальний бос                |
| Олівія Манн     | Майя Круз, детектив поліції                   |
| Брюс Макгілл    | Брукс, начальник відділу поліції Атланти      |
| Тіка Самптер    | Анджела Пейтон, сестра Джеймса і дівчина Бена |
| Надін Веласкес  | Таша                                          |
| Тайріз Гібсон   | Мейфілд                                       |
| Бреша Вебб      | Шейла                                         |

### Знімальна група
- Кінорежисер — Тім Сторі
- Сценаристи — Філ Хей і Метт Манфреді
- Кінопродюсери — Метт Альварес, Ларрі Брезнер, Ice Cube, Вільям Пекер і Дж. С. Спінк
- Виконовчі продюсери — Скотт Бернштейн, Рональд Ґ. Мухаммед і Ніколас Стерн
- Композитор — Крістофер Леннерц
- Кінооператор — Мітчелл Амундсен
- Кіномонтаж — Пітер С. Еліот
- Підбір акторів — Фелісія Фасано
- Художник-постановник — Кріс Корнвелл
- Художник по костюмах — Олівія Майлз[7].

## Сприйняття

### Оцінки
Фільм отримав загалом погані відгуки: Rotten Tomatoes дав оцінку 15 % на основі 98 відгуків від критиків (середня оцінка 3,8/10) і 54 % від глядачів зі середньою оцінкою 3,4/5 (30 581 голос). Загалом на сайті фільми має погані оцінки, фільму зарахований «гнилий помідор» від кінокритиків і «розсипаний попкорн» від глядачів, Internet Movie Database — 5,9/10 (13 555 голосів), Metacritic — 32/100 (29 відгуків критиків) і 4,3/10 від глядачів (43 голоси). Загалом на цьому ресурсі від критиків фільм отримав погані відгуки, а від глядачів — змішані.

### Касові збори
Під час прем'єрного показу у США, що розпочався 15 січня 2016 року, протягом першого тижня фільм був показаний у 3 175 кінотеатрах і зібрав 35 243 095 $, що на той час дозволило йому зайняти 1 місце серед усіх прем'єр. Станом на 23 березня 2016 року показ фільму триває 69 днів (9,9 тижня), зібравши у прокаті у США 90 564 500 доларів США, а у решті світу 30 868 646 $ (за іншими даними 30 587 558 $), тобто загалом 121 433 146 $ (за іншими даними 121 152 058 $) при бюджеті 40 млн доларів США.

## Музика
Музику до фільму «Шалений патруль 2» написав Крістофер Леннерц, саундтрек вийшов 15 січня 2016 року на лейблі «+180 RECORDS».
| Список треків | Список треків                           | Список треків                     | Список треків |
| #             | Назва                                   | Виконавець                        | Тривалість    |
| ------------- | --------------------------------------- | --------------------------------- | ------------- |
| 1.            | «Team Player»                           | feat. Sheila E. & Arturo Sandoval | 2:06          |
| 2.            | «The Brothers in-Law»                   |                                   | 1:54          |
| 3.            | «Big Check / Kill Him»                  | feat. Sheila E. & Arturo Sandoval | 1:04          |
| 4.            | «Don't Be Signaling»                    | feat. Sheila E. & Arturo Sandoval | 3:17          |
| 5.            | «Favor»                                 |                                   | 1:21          |
| 6.            | «Muay Thai»                             |                                   | 1:03          |
| 7.            | «Jackpot»                               | feat. Sheila E.                   | 1:54          |
| 8.            | «Mufasa»                                |                                   | 0:35          |
| 9.            | «Black Panther»                         | feat. Sheila E.                   | 1:58          |
| 10.           | «Cut the Act»                           | feat. Sheila E. & Arturo Sandoval | 3:03          |
| 11.           | «Dope Dealer / 10th Thing»              |                                   | 1:20          |
| 12.           | «Shootout»                              | feat. Sheila E. & Arturo Sandoval | 1:17          |
| 13.           | «Nachos»                                | feat. Sheila E. & Arturo Sandoval | 2:48          |
| 14.           | «Fns.7 / Whn»                           | feat. Sheila E.                   | 2:52          |
| 15.           | «Hacker»                                |                                   | 1:32          |
| 16.           | «Access / Like Done Done»               |                                   | 2:08          |
| 17.           | «Two Lamps and a Hard Place / Stakeout» | feat. Sheila E.                   | 1:31          |
| 18.           | «Top Gun»                               | feat. Sheila E.                   | 1:05          |
| 19.           | «Boning»                                |                                   | 1:23          |
| 20.           | «Whale Meat / Kev-Pocalypse»            | feat. Sheila E. & Arturo Sandoval | 2:00          |
| 21.           | «Ben Barber Bitches»                    | feat. Sheila E.                   | 2:57          |
| 22.           | «Die, Blah Blah Blah»                   | feat. Sheila E.                   | 1:11          |
| 23.           | «Mr. and Mrs. Black Hammer»             |                                   | 1:58          |

### Виноски
1. 1 2  Ride Along 2: Release Info (англ.). Internet Movie Database. Процитовано 21 січня 2016.
2. 1 2  Шалений патруль 2. Kino-teatr.ua. Архів оригіналу за 10 лютого 2016. Процитовано 21 січня 2016.
3. 1 2 3 4 5 6  Ride Along 2 (англ.). Box Office Mojo. Архів оригіналу за 9 жовтня 2018. Процитовано 25 березня 2016.
4. 1 2 3 4 5 6  Ride Along 2 (2016) (англ.). The Numbers. Архів оригіналу за 29 березня 2016. Процитовано 25 березня 2016.
5. ↑  Ride Along 2 (2016) (англ.). AllMovie. Архів оригіналу за 21 січня 2016. Процитовано 21 січня 2016.
6. ↑  Дарія Сєчкова (24 березня 2016). Битва супергероїв і пристрасті в монастирі - кінопрем'єри 24 березня. Gazeta.ua. Архів оригіналу за 25 березня 2016. Процитовано 25 березня 2016.
7. ↑  Ride Along 2: Full Cast & Crew (англ.). Internet Movie Database. Архів оригіналу за 19 квітня 2016. Процитовано 21 січня 2016.
8. ↑  Ride Along 2 (англ.). Rotten Tomatoes. Архів оригіналу за 10 березня 2021. Процитовано 25 березня 2016.
9. ↑  Ride Along 2 (англ.). Internet Movie Database. Архів оригіналу за 18 грудня 2017. Процитовано 25 березня 2016.
10. ↑  Ride Along 2 (англ.). Metacritic. Архів оригіналу за 24 жовтня 2020. Процитовано 25 березня 2016.
11. ↑  http://www.nytimes.com/2016/01/15/movies/review-ride-along-2-reloads-twin-barrels-of-ice-cube-and-kevin-hart.html
12. 1 2  http://www.imdb.com/title/tt2869728/
13. ↑  https://www.filmaffinity.com/en/film334033.html
14. ↑  filmmusicreporter (29 грудня 2015). ‘Ride Along 2’ Soundtrack Details (англ.). Film Music Reporter. Архів оригіналу за 22 січня 2016. Процитовано 21 січня 2016.
15. ↑  Ride Along 2 (англ.). Amazon.com, Inc. Процитовано 21 січня 2016.